# Брендан Роджерс
Бре́ндан Ро́джерс (англ. Brendan Rodgers; нар. 26 січня 1973 року, Карнлах, Північна Ірландія) — північноірландський футбольний тренер, у минулому — футболіст. Відомий роботою головним тренером в «Ліверпулі», «Селтіку» та «Лестер Сіті».

## Кар'єра гравця
Роджерс виступав за північноірландський клуб «Баллімена Юнайтед», а також за англійський «Редінг», але через травму змушений був завершити кар'єру гравця у віці 20 років.

## Тренерська кар'єра

### «Вотфорд»
24 листопада 2008 Роджерс був призначений головним тренером «Вотфорда», що виступав у Чемпіонаті Футбольної ліги.

### «Редінг»
Після відставки Стіва Коппелла Роджерса називали серед фаворитів на пост головного тренера «Редінга». Однак сам Брендан публічно заявив, що сконцентрований тільки на роботі з «Вотфордом». Однак після закінчення сезону 2008—2009 Роджерс прийняв пропозицію «Редінга», і 5 червня 2009 року був призначений головним тренером клубу.

### «Свонсі Сіті»
Роджерс був призначений головним тренером «Свонсі Сіті» 16 липня 2010 року. 4 березня 2011 був визнаний «тренером місяця» в Чемпіонаті Футбольної ліги в лютому, вигравши п'ять з шести матчів в цьому місяці. 25 квітня 2011 забезпечив участь «Свонсі Сіті» в плей-оф Чемпіоншипу після того, як його команда обіграла «Іпсвіч Таун» з рахунком 4:1. 16 травня в півфіналі плей-оф «Свонсі» обіграв «Ноттінгем Форест», а 30 травня у фіналі переміг «Редінг», що забезпечило його команді вихід у Прем'єр-лігу сезону 2011—2012.

### «Ліверпуль»

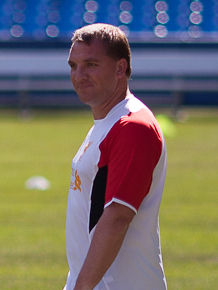
Роджерс 2012 року

1 червня 2012 року був офіційно представлений як новий тренер «Ліверпуля», з клубом Роджерс уклав угоду на три роки.
Після першого сезону «Ліверпуль» посів сьоме місце в чемпіонаті, що на одну позицію вище, ніж у сезоні 2011–12.
У травні 2014 року Роджерс дійшов згоди з керівництвом клубу про продовження контракту до 2018 року. «Ліверпуль» закінчив сезон на другому місці зі 101 забитим голом, що стало найбільшим досягненням клубу з сезону 1895–96 та третім показником в історії Прем'єр-ліги. 26 травня фахівець підписав новий чотирирічний контракт.
«Ліверпуль» не зміг вийти з групи Ліги чемпіонів УЄФА 2014—2015, посівши третє місце та потрапивши до Ліги Європи УЄФА. Однак вже за результатами матчів 1/16 турніру, «червоні» вибули з турніру програвши турецькому «Бешикташу» в серії пенальті. За результатами сезону клуб посів шосте місце в турнірній таблиці, Роджерс став першим тренером з 1950-х, який не виграв жодного трофею з «Ліверпулем» за три сезони поспіль.
4 жовтня 2015 року після нічиєї у мерсисайдському дербі, у результаті якого «Ліверпуль» залишився на десятому місці чемпіонату після восьми турів, керівництво клубу ухвалило рішення звільнити північноірландського тренера.

### «Селтік»
20 травня 2016 року підписав однорічну угоду з шотландським клубом «Селтік».

### «Лестер Сіті»
З 26 лютого 2019 року очолює тренерський штаб команди «Лестер Сіті».

## Нагороди
Командні
- Чемпіон Шотландії (4):

«Селтік»: 2016–17, 2017–18, 2023–24, 2024–25
- Володар Кубка шотландської ліги (4):

«Селтік»: 2016–17, 2017–18, 2018–19, 2024–25
- Володар Кубка Шотландії (3):

«Селтік»: 2016–17, 2017–18, 2023–24
- Володар Кубка Англії (1):

«Лестер Сіті»: 2020–21
- Володар Суперкубка Англії (1):

«Лестер Сіті»: 2021
Індивідуальні
- Тренер місяця Прем'єр-ліги: січень 2012, серпень 2013, березень 2014